# Tarenna thouarsiana
Tarenna thouarsiana là một loài thực vật có hoa trong họ Thiến thảo. Loài này được (Drake) Homolle miêu tả khoa học đầu tiên năm 1938.